# Бхат, Баладжи Вишванатх
Баладжи Вишванатх Бхат (маратхи बाळाजी विश्वनाथ भट, 1662—1720) — пешва (глава правительства) государства маратхов; первый в череде пешв, начавших передавать этот пост по наследству.

## Биография
Баладжи Вишванатх Бхат принадлежал к семье браминов смартской традиции. Он не мог похвастаться особыми достижениями в таком важном для маратхов умении, как верховая езда, но зато приобрёл отличную репутацию за другое важное умение — дипломатию.
Свою карьеру Баладжи начал с должности мелкого чиновника на соляных выработках, принадлежавших сидди. Потеряв эту работу, он отправился в Западные Гаты и там служил у разных военачальников, пока не попал в число приближённых известного маратхского генерала Дханаджи Джадхава. Дханаджи Джадхав воевал против моголов при сменявших друг друга правителях маратхов, однако в 1707 году ситуация осложнилась: умер Великий Могол Аурангзеб, а сменивший его на троне Бахадур Шах I освободил из плена Шахуджи — сына Самбхаджи. В это время маратхов от имени своего малолетнего сына Шиваджи II возглавляла Тарабай (вдова правителя Раджарама), но освободившийся Шахуджи предъявил свои права на престол. Тарабай отправила против Шахуджи главнокомандующего Дханаджи Джадхава, но тот с помощью Баладжи завязал связи с Шахуджи, и когда их армии встретились — объявил о переходе на сторону Шахуджи как законного наследника трона маратхов.
После своей официальной коронации в начале 1708 года Шахуджи приблизил Баладжи к своему двору. В июне 1708 года скончался Дханаджи Джадхав, а его сын Чандрасен Джадхав атаковал Баладжи, недовольный его возвышением. Сумев убежать, Баладжи обратился за защитой к Шахуджи, но Чандрасен Джадхав в апреле 1711 года перешёл на сторону Тарабай, а за ним последовали и другие военачальники. Оставшийся без войск Шахуджи полностью положился на помощь Баладжи, вверив ему свою судьбу, и тот сумел к августу набрать новую армию, а в 1712 году организовал переворот в Колхапуре, благодаря которому с колхапурского трона был смещён сын Тарабай — Шиваджи II, а на его место посажен Самбхаджи II, который был сыном Раджасбай (другой жены покойного Раджарама). Это поставило правящую в Колхапуре династию в зависимость от Шахуджи.
В эти годы командующий маратхским флотом Канходжи Ангре, воспользовавшись распрями между Шахуджи и Тарабай, захватил порт Кальян и стал действовать как независимый правитель. Шахуджи отправил против него пешву Бахироджи Пингале, но Канходжи разбил его войска, пленил самого пешву и стал продвигаться к маратхской столице Сатара. Шахуджи приказал Баладжи собрать ещё одну армию и разгромить Канходжи, но Баладжи предпочёл путь переговоров. Ему удалось уговорить Шахуджи изменить старый закон маратхского государства, в соответствии с которым военные были наёмниками на службе у правителя, получая от него деньги — теперь отношения между правителем и полководцами переводились на феодальные принципы, и полководцы получали от правителя земли, принося взамен вассальную присягу. Канходжи согласился стать адмиралом на службе у Шахуджи и получить власть над прибрежной полосой. За этот успех 16 ноября 1713 года Баладжи был назначен новым пешвой государства маратхов.
В 1716 году между маратхами и братьями Сеидами, которые стояли за спиной могольских императоров, начались переговоры, направленные на окончание 30-летней войны моголов с маратхами. Шахуджи обязался снаряжать войска для имперской армии и платить дань, а взамен потребовал фирман, гарантирующий ему независимость в родной Маратхе, а также права на сбор «маратхской четвертины» на территории Гуджарата, Малвы и ещё шести провинций могольского Декана (то есть включая территории прежних Биджапурского и Голкондского султанатов, ранее поддерживавших маратхов, но завоёванных Аурангзебом). Несмотря на то, что Сеид Хусейн Али-хан согласился на эти условия, император Фарук Сийяр, понимая, что подобный фирман фактически лишит моголов власти в этом регионе, категорически их отверг. Однако Сеид Хусейн Али-хан решил лично оказать давление на ход переговоров, пешва Баладжи был готов его поддержать, и в 1719 году пешва и молодой Сеид двинулись к Дели во главе объединённой армии маратхов и моголов. В результате последовавшего дворцового переворота Фарук Сийяра сменил на троне Рафи уд-Даула, который одобрил договор с маратхами.
Баладжи с триумфом вернулся из Дели в Сатара, однако его здоровье, подорванное напряжённым трудом, начало ухудшаться. В октябре 1719 года он удалился от дел в деревню Сасвад, подаренную ему Шахуджи, и в апреле 1720 года скончался. Новым пешвой стал его 20-летний сын Баджи-рао I.